# Axonopus volcanicus
Axonopus volcanicus là một loài thực vật có hoa trong họ Hòa thảo. Loài này được R.W.Pohl mô tả khoa học đầu tiên năm 1980.